# Медвежі Озера (центр космічного зв'язку)

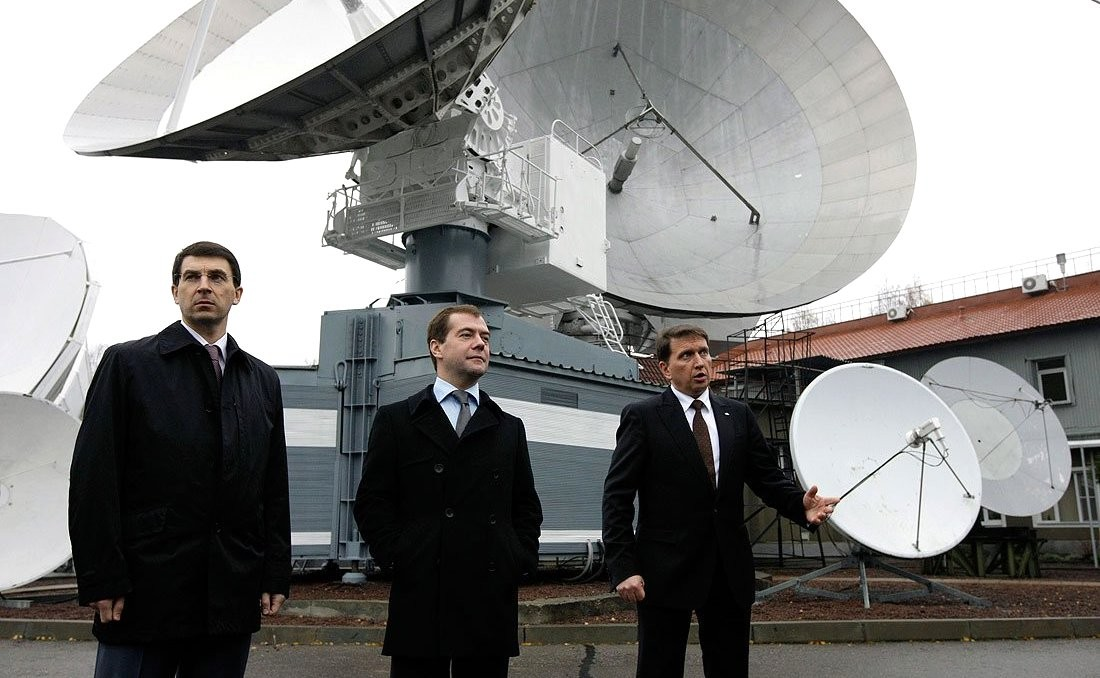
Президент Дмитро Медведєв на Медвежих озерах в 2009

Центр космічного зв'язку «Медвежі озера» (рос. Центр космической связи Особого конструкторского бюро Московского энергетического института «Медвежьи озёра») — центр космічного зв'язку в Росії, який містить 64-метровий радіотелескоп РТ-64. Розташований в селі Довге Льодово, в 15 км на схід від Москви. Підпорядкований Спеціальному конструкторському бюро МЕІ. Входить до складу інтегрованої структури «Російські космічні системи».
Центр був заснований в 1958 році під керівництвом Олексія Богомолова. Спочатку він виконував роль випробувального полігону Спеціального конструкторського бюро МЕІ — тут проводилися випробування та відпрацювання бортових та наземних антенних пристроїв.
Спорудження радіотелескопа РТ-64 почалося 1969 року, а в 1979 році він вступив в дію. Тоді це була тільки приймаюча антена, яка працювала, в основному, з автоматичними міжпланетними станціями та штучними супутниками Землі. Після пізнішої реконструкції вона набула змогу працювати і в режимі передачі.
Радіотелескоп РТ-64 та співробітники обсерваторії взяли участь у зйомках фантастичного фільму «Посередник» (1990).

## Напрями досліджень
Радіотелескоп РТ-64 виконує спостереження сонячних мікроспалахів, сонячного вітру, активних зір, ОН-мазерів, активних ядер галактик. В рамках експериментів «Вега-1/2» РТ-64 у складі міжнародної РНДБ-мережі стежив за переміщенням аеростатних зондів, які дрейфували в атмосфері Венери на висоті близько 54 км. Обсерваторія брала участь у спостереженнях за програмою SETI.
В режимі радара РТ-64 використовується для спостереження космічного сміття та РНДБ-локації планет земної групи і астероїдів, що зближуються із Землею.
Також РТ-64 використовується для зв'язку з космічними апаратами. Він приймав дані радіолокаційної зйомки та теплової карти планети Венера з автоматичною міжпланетною станцією «Венера-15 / 16» (1983—1984), брав участь у програмі «Вега» до комети Галлея (1986) та програмі «Фобос» (1988—1989), виконував управління космічним радіотелескопом «Радіоастрон» (2011—2019).

## Прилади обсерваторії
- Радіотелескоп РТ-64 (або ТНА-1500): D = 64 м, F/0.37, повноповоротний параболічний рефлектор, мінімальна робоча довжина хвилі = 1 см, загальна маса = 3800 т, маса дзеркала = 800 т, вторинне дзеркало D = 6 м, площа 1500 м². Дві синонимічні назви антени, РТ-64 і ТНА-1500, походять від діаметра і площі антени радіотелескопа відповідно. На відміну від «військової» РТ-70, у «цивільної» менш міцної антени РТ-64 за день помилка по наведенню може змінюватися в межах, що перевищують ширину діаграми спрямованості, особливо при сильному вітрі.

## Керівники обсерваторії/Центру космічного зв'язку
- Богомолов Олексій Федорович[ru] — творець центру космічного зв'язку
- Побєдоносцев Костянтин Олександрович[ru]
- Молотов Ігор — завідувач радіоастрономічною станцією ГАО РАН «Ведмежі Озера»
- Чеботарьов Олександр — генеральний директор Спеціального конструкторського бюро МЕІ[ru]